# Шоколадний будиночок
Палац Могильовцева, широко відомий як «Шокола́дний буди́ночок» — пам'ятка історії та архітектури в Києві, що знаходиться на Шовковичній вулиці, 17/2 (поряд із відомим будинком Ікскюль-Гільденбанда, що має № 19).
Свою популярну назву отримав через коричневий колір та великий руст, що нагадує шоколадну плитку.

Нині тут міститься філія Київської національної картинної галереї — Мистецький центр «Шоколадний будинок» та Дитяча картинна галерея.

## Історія будинку
Будинок збудовано в 1901 році за проєктом головного архітектора Києва, академіка архітектури Володимира Ніколаєва на замовлення відомого промисловця, фінансиста та мецената, купця першої гільдії Семена Могильовцева, який жив у ньому до своєї смерті 10 серпня 1917 року, заповівши майно численним племінникам.
Подальша доля будинку пов'язана з такими мешканцями та подіями:
- у 1917—1918 роках тут мешкав український державний діяч Ігор Кістяківський.
- 1919 року (з приходом до Києва більшовиків) в палаці мешкав більшовицький діяч Християн Раковський.
- від 1925 року будинок було передано під помешкання для науковців ВУАН та поділено на квартири. У 1929—1930 роках тут жив історик Матвій Яворський, опонент наукової школи Михайла Грушевського, а у 1927—1934 роки у квартирі № 6 — професор Микола Макаренко. Обох було заарештовано та страчено у 1930-х роках, останнього засудили за відмову підписати акт про знесення Михайлівського Золотоверхого собору.
- 1934 року палац реконструйовано за проєктом Павла Альошина і передано від ВУАН до НКВС.
- у 1948 році будівлю було передано Управлінню справами Ради Міністрів УРСР, з 1952 року в ньому містилося «ВОКС» — Всесоюзне товариство культурних зв'язків із закордоном.
- у 1960—1982 роках у приміщенні Шоколадного будинку був Центральний палац одружень.
- після будівництва нового Палацу одружень 1982 року будинок майже в аварійному стані був переданий Управлінню культури та мистецтв київського виконкому.
- у 1983—1986 роках проведено часткову реставрацію.[2][3] У будинку планувалося розміщення шахово-шашкової секції Палацу піонерів, але плани так і не було втілено в життя.
- у 1986 році в будинку оселилася Дитяча картинна галерея.[3]
- у 1991—1993 роках продовжено і знову дочасно згорнуто реставрацію.[2]
- у 2009 році Дитячу картинну галерею разом з будинком було передано Національному музею «Київська картинна галерея», після чого активно продовжилася реставрація.[3]
- з 17 лютого 2010 будинок відкрито для відвідувачів як «Дитячу картинну галерею» — філію Київської національної картинної галереї. До експозиції входять дитячі картини 1980-х років.[3]

Станом на червень 2011 року, попри те, що реставрація досі не закінчилася, у будинку вже проходить багато культурних та світських дійств. По закінченню реставраційних робіт у «Шоколадному будиночку» влаштують картинну галерею, школу дитячого естетичного виховання та музей приватних колекцій. Тут же планують зробити музей однієї картини, куди будуть привозити один знаменитий твір мистецтва і влаштовувати тематичні диспути, демонструвати фільми тощо.

## Архітектурні особливості
Будівля загальною площею близько 900 м² має два поверхи з великим підвалом і мансардою над прибудовою. На першому поверсі розміщено кімнати для секретаря, прислуги та різних допоміжних служб. На другому поверсі — кілька залів у різних стилях. У підвал є шахта для ліфта, однак її було закладено цеглою.

### Фасад
Фасади садиби, що виходять на вулиці Шовковичну та Пилипа Орлика, виконано в стилі італійського ренесансу — флорентійських палаццо. У містобудівній подобі Києва Шоколадний будинок є чи не єдиним прикладом споруди такого типу. Загальна система побудови фасадів відрізняється монументальністю і пишнотою. Великий, із сколеною поверхнею руст облицювання, контури вікон, випнений карниз, декоративна обробка — все це є стилізацією архітектурних форм флорентійського палаццо Пітті, зведеного в першій половині XV століття. Зовнішній вигляд будівлі зберігся до наших днів майже у первинному вигляді.

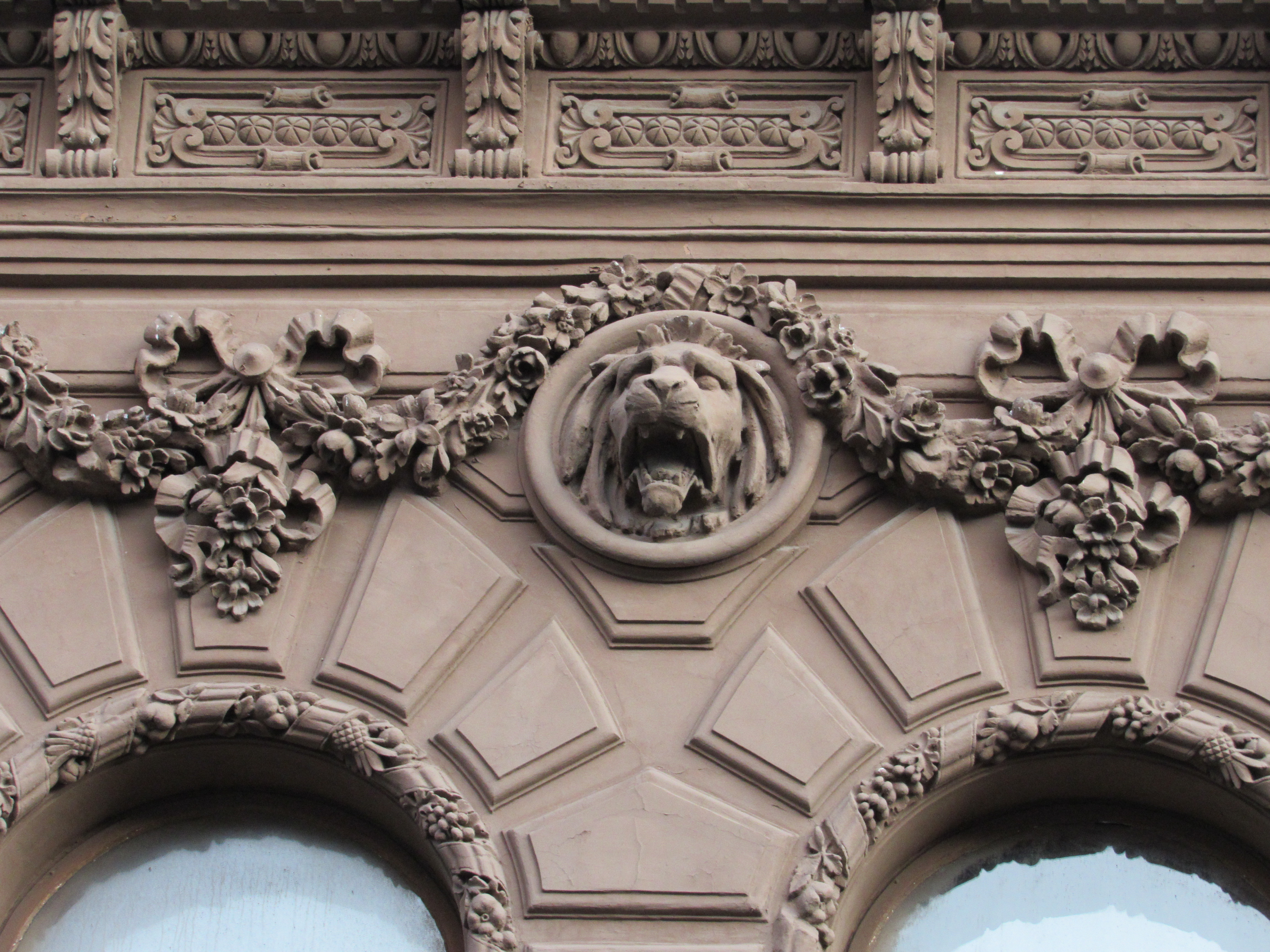
Ліпнина на фасаді будинку

Фасад прикрашає ліпнина над архівольтами вікон, що зображує ряди кадукеїв та голів левів з відкритими пащами, поєднаних між собою гірляндами з квітів та листя, оздоблених стрічками та бантами.

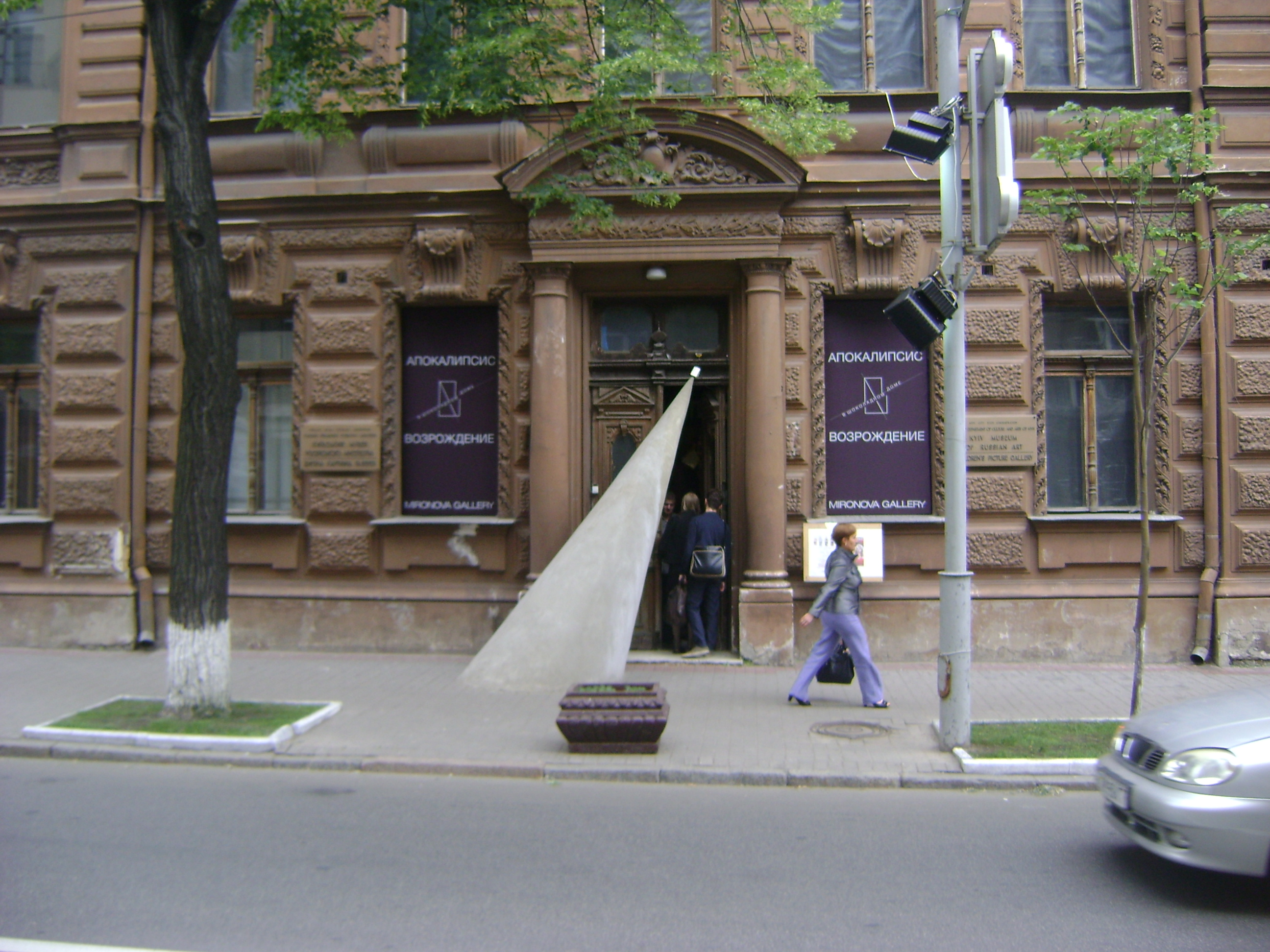
Інсталяція «Відеокамера, що оглядає бетонним конусом»

Перед входом до будівлі фасад прикрашає інсталяція у вигляді відеокамери, межі огляду якої у формі конуса виготовлені з бетону.
Також на будинку встановлено штучного горобчика.

### Інтер'єр
В основі планувального рішення будівлі (а саме другого «парадного» поверху) лежить анфіладна система. Інтер'єри кімнат виконані в різних архітектурних стилях та відзначаються вишуканістю і багатством: зала в стилі бароко (біла зала), модерн і ренесанс, зали в російському, мавританському, візантійському та французькому стилях.

#### Біла зала

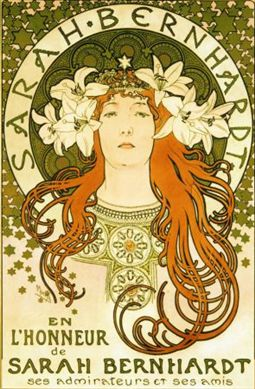
Альфонс Муха, портрет Сари Бернар, копію якого зображено на стелі зали в Шоколадному будинку

Білу залу виконано в стилі французького бароко. Зала є найбільшою у будинку (92 м²). Ця зала була урочистою: у ній відбувалися приймання, музичні вечори та бали. Стіни та стелю прикрашає вишукана барокова ліпнина. На великій стіні посередині зали розміщено велике венеційське дзеркало, яке збереглося з початку XX століття. Дзеркало оздоблене ліпленими гірляндами та парними купідонами, овнами, голубами і чашами. Голуб (символ чистоти) та овен (символ золотого руна) — елементи герба Могильовцева. В білій залі також була величезна люстра з позолотою та купідонами.

#### Зала в стилі модерн
Зала в стилі модерн примітна українськими етнічними орнаментальними мотивами: у стінописі напівфантастичні сині «модернові» квіти сусідять з червоними та блакитними маками. На вітражах півники (улюблені квіти модерністів) межують з українським барвінком. Барвінки та нарциси зображено на позолоченому фризі навколо стелі. На стелі ж — копія портрета Сари Бернар роботи Альфонса Мухи, а також традиційні для модерну павич та метелик зображені серед барвінку.

#### Російська зала
Російську залу виконано в новоросійському стилі. Збереглися фрагменти розпису стін Російської зали, на яких зображені орнаменти з царської ювілейної п'ятирублівки, що тоді була в обігу. Ключовим елементом орнаментів стелі є жар-птиця.

#### Візантійська зала
Візантійська зала являла собою велику парадну їдальню. Залу облямовують великі гірлянди, на яких зображено різноманітні фрукти та ягоди, зокрема яблука та виноград.

#### Мавританська зала
Невелика за розмірами мавританська зала прилягає до візантійської їдальні та білої зали, головна її оздоба — гіпсові різьблені панелі стін. Самі стіни, що нині зафарбовані в синій колір, попередньо мали орнамент із п'яти, шести та десятикутними зірками — невелика його ділянка, на щастя, збереглася незафарбованою.
Сходи в особняку виконані в стилі ампір: білі мармурові східці прикрашають литі чавунні поруччя. На стелі над сходами ширяють два лебеді.
Меблі в залах було зроблено на спеціальне замовлення і відповідали загальному стилю зали: елементи орнаменту на стелі та стінах точно повторювалися на меблях.